# Ronald Fisher
Sir Ronald Aylmer Fisher (n. 17 februarie 1890 - d. 29 iulie 1962) a fost un statistician, biolog evoluționist, eugenist și genetician englez.
Marea sa realizare constă în aplicarea metodelor statistice în biologie, fiind vizate domenii ca: transformările evolutive, distribuția genelor.
Richard Dawkins l-a considerat ca fiind unul dintre cei mai mari succesori ai lui Darwin.
În 1925 a pus bazele teoriei estimației, care face parte din domeniul statisticii matematice.
Fiind idealist, a comis o serie de erori în problemele metodologiei științifice.
A scris cărți consacrate dezvoltării teoriei evoluției, bazate pe genetica lui Gregor Mendel.